# Liste der Kulturdenkmäler in Hamburg-Poppenbüttel
Die Liste der Kulturdenkmäler in Hamburg-Poppenbüttel enthält die in der Denkmalliste ausgewiesenen Denkmäler auf dem Gebiet des Stadtteils Poppenbüttel der Freien und Hansestadt Hamburg.
Basis ist der Datensatz Denkmalliste Hamburg auf dem Transparenzportal Hamburg. Dieser enthält alle Objekte, die rechtskräftig nach dem Hamburger Denkmalschutzgesetz vom 5. April 2013 unter Denkmalschutz stehen (§ 6 Abs. 1 DSchG HA) oder zumindest zeitweise standen. Die Denkmalliste steht auch als PDF-Dokument zur Verfügung. Alle Denkmäler in Poppenbüttel, die schon nach dem Denkmalschutzgesetz vom 3. Dezember 1973, zuletzt geändert am 27. November 2007, unter Denkmalschutz standen, sind auch auf der Liste der Kulturdenkmäler im Hamburger Bezirk Wandsbek zu finden.

## Legende
- ID: Gibt die vom Denkmalschutzamt Hamburg vergebene Objekt-ID (Identifikationsnummer) des Kulturdenkmals an, (in Klammern gegebenenfalls die Denkmalnummer nach altem Denkmalschutzgesetz).
- Adresse: Nennt den Straßennamen und, wenn vorhanden, die Hausnummer des Kulturdenkmals. Die Grundsortierung der Liste erfolgt nach dieser Adresse.
- Art: Zeigt an, ob es ein Objekt („O“) oder ein Ensemble („E“) ist.
- Datierung: Gibt die Datierung an; das Jahr der Fertigstellung bzw. den Zeitraum der Errichtung.
- Ensemble: Gibt die Nummer des Ensembles an, zu der das Objekt gehört, bzw. bei Ensembles die Nummer des Ensembles selbst.

Hinweis: Die Grundsortierung der Liste erfolgt nach der Adresse und ist alternativ nach ID, Art (Objekt oder Ensemble), Typ, Datierung, Entwurf oder Kurzbeschreibung sortierbar.

| ID           | Adresse                                                                                      | Art | Typ                                                                   | Kurzbeschreibung                                                                           | Datierung                 | Entwurf                                          | Ensemble | Bild           |
| ------------ | -------------------------------------------------------------------------------------------- | --- | --------------------------------------------------------------------- | ------------------------------------------------------------------------------------------ | ------------------------- | ------------------------------------------------ | -------- | -------------- |
| 26896        | Alte Landstraße 242 (Lage)                                                                   | O   | Einfamilienhaus                                                       |                                                                                            | 1930                      | Grell & Pruter (Grell, Henry/Pruter, Peter)      |          | weitere Bilder |
| 29678 (1191) | Alte Landstraße 260 (Lage)                                                                   | O   | Wohnhaus; Remise                                                      | Wohnhaus und Remise                                                                        | 1910, um                  |                                                  |          |                |
| 26902        | Harksheider Straße 156 (Lage)                                                                | O   | Kirchengebäude                                                        | Simon-Petrus-Kirche                                                                        | 1963/1964                 | Köster & Stübing (Köster, Geert/Stübing, Dieter) |          | weitere Bilder |
| 26892        | Heegbarg 44 (Lage)                                                                           | O   | Werksgebäude (Druckerei)                                              |                                                                                            | 1950/1951; 1961/1962      | Sprotte & Neve (Neve, Peter/Sprotte, Herbert)    |          |                |
| 29680 (744)  | Kritenbarg 8 (Lage)                                                                          | O   | Behelfsheim (Plattenhaus); Nutzgarten; Einfriedung (Hecke; Zaun); Weg | Plattenhaus mit Nutzgarten, Hecke, Umzäunung und Zuwegung.                                 | 1944/45                   |                                                  |          | weitere Bilder |
| 26894        | Kritenbarg 35 (Lage)                                                                         | O   | Einfamilienhaus                                                       |                                                                                            | 1951                      | Dau, Heinrich                                    |          |                |
| 31080        | Kritenbarg 58, 58a (Lage)                                                                    | E   |                                                                       | Kritenbarg 58, 58a                                                                         |                           |                                                  | 31080    |                |
| 26897        | Kritenbarg 58 (Lage)                                                                         | O   | Landhaus                                                              |                                                                                            | 1914                      | Mahlmann, Max                                    | 31080    |                |
| 26899        | Kritenbarg 58a (Lage)                                                                        | O   | Remise (mit Wohnung, vermutl.)                                        |                                                                                            | 1920er Jahre/1930er Jahre |                                                  | 31080    |                |
| 26900        | Kritenbarg 64 (Lage)                                                                         | O   | Einfamilienhaus                                                       |                                                                                            | 1937                      | Brünicke, Wilhelm                                |          | weitere Bilder |
| 26901        | Kritenbarg auf der Höhe von Nr. 8 (Lage)                                                     | O   | Gedenkstätte                                                          | Gedenkstätte Poppenbüttel                                                                  | 20. Jh., 2. Hälfte        |                                                  |          | weitere Bilder |
| 26891 (1063) | Marienhof 6 (Lage)                                                                           | O   | Wohnhaus/Gaststätte                                                   | ehemaliges Schleusenmeisterhaus, reetgedecktes Fachwerkgebäude                             | 1823–1824                 |                                                  |          | weitere Bilder |
| 29679 (958)  | Marienhof 8 (Lage)                                                                           | O   | Folly (Nachbau einer Burgruine)                                       | Burg Henneberg (Nachbau)                                                                   | 1887                      |                                                  |          | weitere Bilder |
| 26903        | Moorhof 4 (Lage)                                                                             | O   | Wohnhaus                                                              |                                                                                            | 1905, um                  |                                                  |          |                |
| 26905        | Poppenbüttler Hauptstraße 9 (Lage)                                                           | O   | Wohnhaus                                                              |                                                                                            | 1890, um                  |                                                  |          |                |
| 26893        | Poppenbüttler Hauptstraße 25 (Lage)                                                          | O   | Waisenhaus                                                            |                                                                                            | 1890, um                  |                                                  |          |                |
| 29682        | Poppenbüttler Hauptstraße o.Nr., Poppenbüttler Marktplatz (Lage)                             | O   | Denkmalanlage (Findling; Einfriedung)                                 | Kaiser-Wilhelm-Denkmal, Findling und Einfriedung                                           | 1900, um                  |                                                  |          |                |
| 31079        | Poppenbüttler Landstraße 1, 1, 1c (Lage)                                                     | E   |                                                                       | Haupthaus, zwei Nebengebäude (Scheunen) und ein 3 ha großer Park mit Pavillon und Brunnen. |                           |                                                  | 31079    |                |
| 26889 (1663) | Poppenbüttler Landstraße 1 (Lage)                                                            | O   | Haupthaus/Gaststätte; u. a. Betrieb eingestellt seit Herbst 2013      |                                                                                            | 1900, um                  |                                                  | 31079    | weitere Bilder |
| 39043        | Poppenbüttler Landstraße 1 (Lage)                                                            | O   | Park (Wirtshauspark)                                                  | Park der Gaststätte Randel                                                                 | 19. Jh., Mitte            |                                                  | 31079    | weitere Bilder |
| 28139 (1663) | Poppenbüttler Landstraße 1c (Lage)                                                           | O   | Scheune/Gaststätte                                                    | (Scheune vor etwa 200 Jahren errichtet)                                                    | 1900, um                  |                                                  | 31079    |                |
| 26904        | Poppenbüttler Markt bei Nr. 2 (Lage)                                                         | O   | Kirchengebäude                                                        | Marktkirche Poppenbüttel                                                                   | 1955/1956                 | Ahrendt, Walter                                  |          | weitere Bilder |
| 26890        | Saseler Damm 43 (Lage)                                                                       | O   | Werksgebäude (Druckerei)                                              |                                                                                            | 1950/1951; 1961/1962      | Sprotte & Neve (Neve, Peter/Sprotte, Herbert)    |          |                |
| 29683        | Saseler Damm westlich von Nr. 38, in den Alsteranlagen an der Poppenbütteler Schleuse (Lage) | O   | Kriegerdenkmal (Kriegerdenkmal 1914/18 und 1939/45)                   | Denkmal, Findling und Mauer                                                                | 1963                      |                                                  |          |                |
| 26898        | Schulbergredder 13 (Lage)                                                                    | O   | Schulgebäude                                                          | Schulgebäude                                                                               | 1890; 1926                |                                                  |          | weitere Bilder |
| 26906        | Schulbergredder 13 (Lage)                                                                    | O   | Denkmal                                                               | Denkmal für Ludwig Frahm                                                                   | 20. Jh., Mitte            |                                                  |          | weitere Bilder |
| 29681        | Schulbergredder 21 (Lage)                                                                    | O   | Schulanlage                                                           | Schulanlage Ludwig-Frahm-Schule                                                            | 1890; 1926; 1958          |                                                  |          | weitere Bilder |
| 26895 (854)  | Strutzhang 10 (Lage)                                                                         | O   | Landhaus                                                              |                                                                                            | 1922                      | Hauschild, Albert                                |          |                |